# Film di serie B

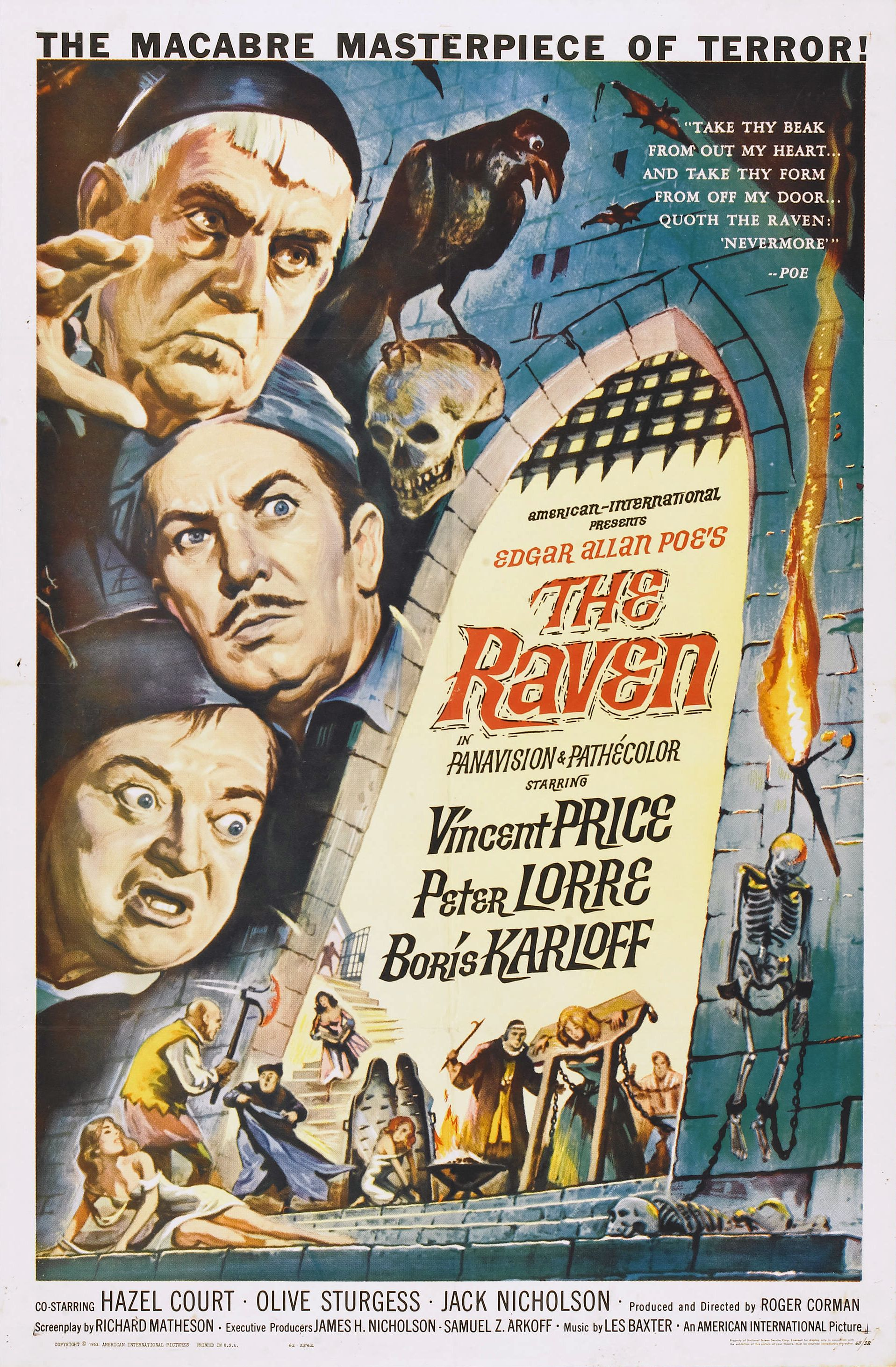
Locandina del film I maghi del terrore del 1963 e realizzato dal "re dei B-movies" Roger Corman e con Jack Nicholson nel cast

Un film di serie B, poi chiamato anche B-movie (termine quest'ultimo che in passato negli Stati Uniti aveva comunque un altro significato), tende a indicare ogni tipo di lungometraggio generalmente di scarsa qualità realizzato con pochi mezzi e in tempi molto ridotti.
Il B-movie americano poteva corrispondere a un film di bassa qualità e, storicamente, era un mediometraggio che veniva realizzato sfruttando scenografie, attori e attrezzature già impegnate su set di riprese cinematografiche di altri lungometraggi, anche ottenuti con budget più elevati, a differenza di questi ultimi veniva girato e montato in breve tempo per essere diffuso nelle sale cinematografiche come secondo film aggiunto al prezzo del biglietto del primo film precedentemente proiettato (doppia programmazione) e che, in genere, era di maggior qualità. Col tempo nella lingua italiana i due termini (film di serie B e B-movie) hanno assunto lo stesso significato anche nei dizionari e in alcuni casi sono usati impropriamente come sinonimi di film a basso costo ma quest'ultimo si differenzia dai due in oggetto per la capacità professionale impiegata nella sua realizzazione nonostante gli scarsi mezzi e indipendentemente poi dal fatto che sia realizzato da professionisti o, invece, da esordienti. Nonostante la penuria di mezzi che caratterizza queste tipologie di film, può succedere che si rivelino un successo al botteghino oppure che vengano riscoperti in periodi successivi, diventando film di culto.

## Storia

### Stati Uniti d'America

#### Anni 1930-1950
Il termine B-movie fu coniato negli Stati Uniti nei primi anni trenta e fu utilizzato per distinguere le produzioni a basso costo (e di lunghezza corrispondente al mediometraggio) dagli A-movie (i lungometraggi) che invece venivano realizzati con un costo più elevato. I B-movie venivano proposti come secondo spettacolo dopo un A-movie e al prezzo di un solo film.
Verso l'epoca dalla fine del cinema muto (gli anni trenta del XX secolo) le major americane del tempo decisero di sfruttare manovalanze e attrezzature già impegnate nella realizzazione di film su cui stavano investendo maggiormente (quindi con budget più costosi) per realizzare uno o più ulteriori film che dovevano essere girati e montati in breve tempo. 
L'interesse della qualità di questi secondi film non era importante poiché era secondario all'obbiettivo di distribuirli nelle sale delle periferie che accettassero l'offerta di proiettare due film al costo di un solo biglietto. 
Inoltre questo tipo di film non godeva della stessa pubblicità di uno professionale, non aveva i propri titoli mostrati sulle insegne luminose e raramente veniva elencato sulle pagine dei giornali locali, veniva pubblicizzato solo con la proiezione del suo promo pubblicitario prima che avvenisse la proiezione del film professionale.
Un B-movie in genere veniva girato e prodotto in soli quattro giorni di lavorazione.
L'evoluzione del genere (che passò dal western, al cinema dell'orrore, allo splatter e alla fantascienza) si protrasse fino agli anni cinquanta mediante la proiezione di film in cui a volte gli stessi attori recitavano sia nel lungometraggio del film principale che nel mediometraggio secondario.
Ogni genere poteva essere adatto (thriller, film d'avventura, commedie, melodrammi romantici) qualora ogni sua trama si sviluppasse in rapido movimento, inoltre potevano essere anche mediometraggi con contenuti satirici, critiche sociali e commenti surreali o mostrare in modo più realistico la situazione della società americana.

#### Anni 1960-1970
Con la fine della censura americana nel settore, dagli anni '60 ci fu un'importante espansione della redditività commerciale dei B-movie che ne favorì lo sviluppo verso una varietà di sottogeneri (oggi noti come film di sfruttamento) e proposti al pubblico anche con pubblicità. Questi film avevano spesso soggetti o contenuti volgari ed oltraggiosi ma erano anche di contenuto sessuale o scabroso, come ad esempio le riprese esplicite di un parto o una circoncisione rituale. Questi film però, in genere non avevano una normale distribuzione nei cinema ma venivano proposti come eventi speciali dagli stessi promotori dello spettacolo e potrebbero essere definiti come "grindhouse" (cioè che non utilizzano un comune sistema di distribuzione).

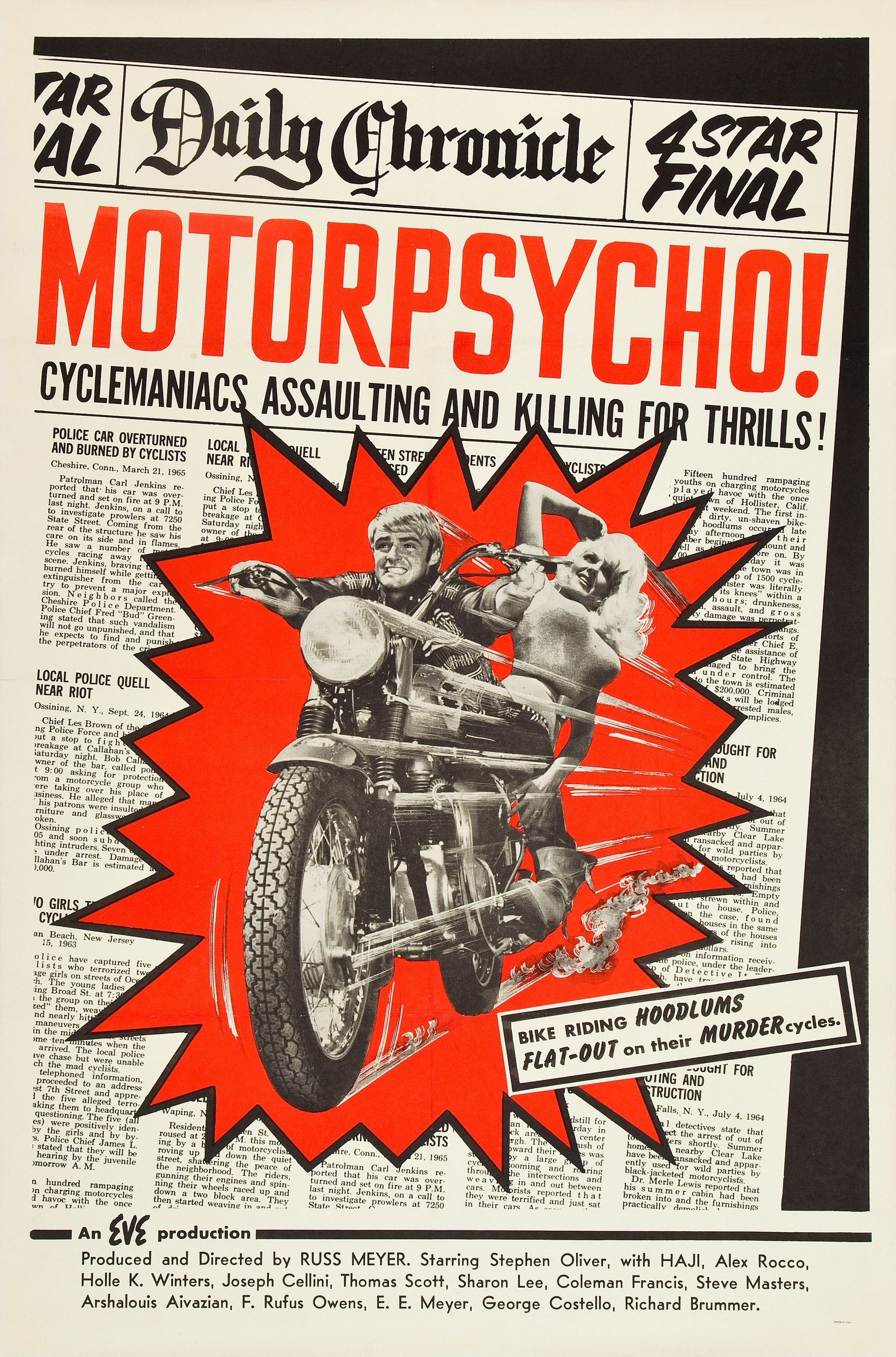
Motorpsycho! un film erotico di Russ Meyer del 1965

Il più famoso dei promotori di quel periodo fu Kroger Babb, che fu un pioniere nella commercializzazione di film sensazionali a basso costo e che sviluppò la campagna pubblicitaria della saturazione psicologica (paragonabile ad uno spot ripetuto molte volte e contenente un tormentone) con cui sommergeva gli spettatori tramite annunci pubblicitari che venivano diffusi con ogni mezzo possibile.
Durante tutta l'era dei due film al prezzo di uno però, nessuno avrebbe definito questi film come film di serie B (quindi B-movie non era in senso dispregiativo) e dopo l'abbandono di tale tipo di realizzazioni da parte delle grandi case cinematografiche di Hollywood, lo stile promozionale dei film di sfruttamento divenne in pochi anni una pratica usuale per le case cinematografiche minori e lo stesso il termine film di sfruttamento quasi rimpiazzò quello di B-movie. Un'altra definizione che in quegli anni fu coniata per questo tipo di nuovi film è film della mezzanotte ed era dedicata a B-movie trasmessi televisivamente durante le ore notturne.
Nel 1968 cessa il Production Code (una serie di linee guida morali statunitense) e grazie a questo cambiamento, dall'inizio degli anni '70 (e con l'obiettivo di costruire un pubblico attratto dai film di culto) crebbe l'usanza di proiettare film non tradizionali durante le ore notturne introducendo l'abitudine del pubblico di preferire l'attesa della mezzanotte in casa per vedere un film sul divano anziché recarsi al cinema o al drive in. Tra le molte pellicole B-movie divenute di culto in quegli anni dopo una diffusione televisiva si cita ad esempio The Rocky Horror Picture Show (1975) che, nonostante sia stato realizzato a basso costo e senza utilizzo di grandi mezzi, cancellò ogni cliché classicamente rivolto ai film di bassa qualità diventando sia un successo ineguagliabile che un fenomeno subculturale.
Un altro genere che ebbe successo negli anni 70 fu il genere asiatico dedicato al kung fu (o qualunque arte marziale esso rappresentasse) che divenne popolare negli Stati Uniti con i film di Bruce Lee e che, prodotto da Hong Kong e dapprima commercializzato in Oriente, divenne presto apprezzato anche nel Nuovo mondo.

#### Anni 1980-1990
A causa del sempre più elevato interesse nel produrre film con sequenze spettacolari ed effetti speciali sofisticati, con il conseguente spostamento verso la produzione di film che richiedevano budget più elevati, la maggior parte delle case di produzione di B-movie che furono fondate durante l'era di maggior successo del genere fu ceduta a società più grandi o cessò di esistere nel corso dei primi anni '80 e, a parte qualche piccola eccezione, solo il mercato del noleggio di videocassette diventò fondamentale per la sopravvivenza del B-movie. Si cita ad esempio la Empire International Pictures che decise di vendere il proprio prodotto nei circuiti di negozi video (come i Blockbuster) piuttosto che continuare con i noleggi alle sale di proiezione e che comunque chiuse nel 1988.
La crescita del settore della televisione via cavo invece, contribuì a sostenere l'industria cinematografica a basso costo, poiché utilizzò proprio dei B-movie come materiale di riempimento per i canali via cavo che trasmettevano 24 ore su 24 e commissionò la realizzazione di altri B-movie per tale scopo.
In questa nuova era l'associazione della definizione B-movie con un'altra parola divenne un luogo comune peggiorativo e così ad esempio un "dialogo B-movie" assumeva il significato di avere dei cliché e l'espressione "trame da B-movie" indicava dei drammi prevedibili e che ricostruivano storie familiari.
Negli anni successivi al 1990 il costo medio di un film statunitense (inteso come lungometraggio o A-movie) aveva superato i venticinque milioni di dollari e sia la crescente popolarità dell'home video che le nuove possibilità di accedere a film inediti tramite la televisione via cavo o via satellite resero l'esistenza dei B-movie sempre più difficile e costrinsero le piccole case produttrici a spostarsi verso nuove possibilità di mercato o a fallire. Queste vecchie società furono a volte anche soppiantate da nuove società indipendenti e in grado di fondere le filosofie dei film di genere B-movie a basso costo con l'immagine sofisticata del cinema d'autore per ottenere così dei film (lungometraggi) veri e propri e che una volta diffusi divennero dei film di successo. 
Si cita ad esempio Pulp Fiction (1994) che costò soltanto otto milioni e di dollari e che ne fruttò più di duecento.

#### Primi anni del XXI secolo
Già verso la fine del ventesimo secolo, il costo medio di produzione di un film statunitense aveva superato il tetto dei cinquanta milioni di dollari e dato che i film di Hollywood a basso costo avevano ulteriormente usurpato i generi tradizionali che in passato venivano trattati dai B-movie, la redditività di questo tipo di produzioni era in grave dubbio e il critico cinematografico A. O. Scott del New York Times avvisò dell'imminente estinzione dei "piaceri di cattivo gusto, maliziosi e colpevoli" del B-movie. Le tendenze del settore verso la fine del primo decennio già suggerivano il riemergere di qualcosa di simile alla tradizionale divisione A-B nella produzione di film in studio, sebbene con meno interlocutori nel settore in grado di colmare il divario. I progressi tecnologici facilitano notevolmente la produzione di film a basso costo e sono anche favoriti dallo sviluppo del video digitale e della post-produzione che tendono a offrire metodi più economici e consentono anche a cineasti con poco budget di produrre film con effetti di qualità ed editing dell'immagine eccellenti. Anche i metodi di distribuzione digitali offrono nuove opportunità e, allo stesso modo, i siti come YouTube possono essere oggi considerati come vie completamente nuove per la presentazione di film a basso costo.

### Italia

#### Etimologia
Probabilmente la lettera "B" della sua definizione si riferisce a una seconda scelta oppure, forse (e vista la presenza della parola "serie"), a qualcosa di alfabeticamente minore di una non precisata "serie A" cinematografica.

#### Raffronti e ipotesi di nascita
Storicamente, un film di serie B non fu realizzato per essere offerto come seconda scelta o aggiunta a un primo film (come ne caso dei B-movie americani) ma fu realizzato per essere proposto come normale spettacolo cinematografico.
Un raffronto tra un film di serie B italiano e un B-movie americano non è storicamente possibile se si considera l'epoca della nascita storica di un B-movie (che nacque in America alla fine dell'epoca del film muto) con la corrispondente epoca italiana poiché quest'ultima si svolgeva nel ventennio fascista e periodo in cui, per causa della sua specifica censura non era praticamente permessa ogni forma di espressione cinematografica che non fosse realizzata dall'Istituto Luce.

Franco e Ciccio ne Due mattacchioni al Moulin Rouge

I film di serie B sembrano essere nati negli anni sessanta quando alla coppia di attori Franco Franchi e Ciccio Ingrassia veniva chiesto di interpretare numerosi film (anche una decina all'anno) per permettere ai loro produttori di "finanziare pellicole più ambiziose dal punto di vista intellettuale" ma di scarso rendimento economico. I film interpretati dalla coppia erano in genere film comici o parodie di molti tipi di film più impegnati che, tra l'altro, non venivano considerati dalla critica cinematografica ma che erano in grado di suscitare un grande interesse da parte del pubblico, dando così ottimi risultati al botteghino.
Nonostante questo però, i film della coppia sono ad oggi considerati dei cult del cinema comico italiano, grazie alle grandi doti recitative dei due attori. Nelle loro commedie, i due comici spaziarono in ogni tipo di genere cinematografico, dal peplum al western, dallo spionaggio alla fantascienza e dal poliziesco al drammatico. Filmograficamente, un loro contemporaneo e noto regista di film di serie B fu Tanio Boccia che fu spesso paragonato ad Ed Wood, uno dei maggiori esponenti del genere B-movie americano.

#### Dal film al genere
Negli anni sessanta ci furono molti registi italiani che presero spunto delle produzioni western americane (un genere che in America fu relegato a B-movie negli anni cinquanta) per girare i western all'italiana e realizzare così un sottogenere che, nonostante confezionasse un prodotto diversificato dal western originale, fu ritenuto scadente dalla critica ed ebbe per i suoi prodotti l'appellativo di film di serie B, nonostante questo nuovo genere fosse in grado di attirare molto pubblico nelle sale e di conquistare il mercato. Tra questi film di serie B c'erano quelli di Django (e i suoi seguiti) e dell'Uomo senza nome che furono definiti di serie B per il loro basso costo ma che divennero campioni di incassi in quegli anni e sono divenuti film di culto.

#### Tipologie di generi

Edwige Fenech in La moglie vergine (1975)

Poco prima degli anni settanta e mentre continuava il filone del western all'italiana (che comprese Lo chiamavano Trinità..., definito anche "fagioli western" e che fu proiettato in mezzo mondo), anche il cinema italiano subì l'effetto della rivoluzione sessuale che, ammorbidendo le maglie della censura cinematografica italiana, permise ai cineasti di creare un sottogenere della classica commedia all'italiana la quale, preso il nome di commedia sexy all'italiana, fu caratterizzato dalla presenza di nudità femminili e di attori maschili rappresentati spesso con particolari eccentricità.
Questo filone fu definito di serie B assieme al poliziottesco che, da parte della critica, fu anche definito debitore del già citato western all'italiana e da cui riprendeva gli aspetti del protagonista giustiziere, antieroe, anticonformista e a volte "fai da te" trasposto dalle vicende del Far West a quelle della città metropolitana e violenta degli anni settanta.

##### Commedia sexy all'italiana

Nadia Cassini e Lino Banfi in L'infermiera nella corsia dei militari (1976)

Nonostante i giudizi della critica, il successo al botteghino della commedia sexy all'italiana dipese certamente dalla capacità artistica di sviluppare trame e scene ricche di un'infinità di protagonisti, personaggi e caratteristi spesso ricchi di sfaccettature e con aspetti e comportamenti tra il comico ed il grottesco.
Tra gli attori protagonisti ve ne sono come Lino Banfi (con le caratteristiche battute dette con espressioni ed accento pugliese) o Renzo Montagnani (a sua volta con l'accento vernacolare toscano) che recitavano nelle parti di uomini già in età matura, bassi di statura e in sovrappeso, ma ossessivamente impegnati nel tentativo di appartarsi con la bella protagonista di turno, quest'ultima spesso mostrata in scene sexy.
Varie furono invece le attrici che, recitando nella parte di una giovane donna (a volte anche debole ma mai sprovveduta), permisero alle cineprese di indugiare sul loro corpo. Tanti sono i loro nomi, questi sono alcuni: Edwige Fenech, Barbara Bouchet, Gloria Guida, Nadia Cassini, Anna Maria Rizzoli, Carmen Villani, Lilli Carati, Femi Benussi, Sabrina Siani, Lory del Santo, Paola Senatore e Orchidea De Santis.
Senza dimenticare: Lando Buzzanca, Pippo Franco, Gianfranco D'Angelo, Mario Carotenuto e caratteristi come Jimmy il Fenomeno ed Ennio Antonelli.

##### Poliziottesco

Maurizio Merli in Il cinico, l'infame, il violento (1977)

La maggior parte di questi film si svolgeva sulla trama di un poliziotto intento ad indagare e risolvere casi e reati commessi da bande di efferati criminali senza scrupoli e spesso violenti. Il tutto arricchito da scene a volte crude ed a situazioni riflessive nei confronti del sistema politico e societario italiano di quegli anni dove il protagonista doveva agire nel rispetto delle leggi e, seppur spesso svantaggiato dalle circostanze, era comunque deciso a prendere i malavitosi per consegnarli alla giustizia.
Questo tipo di film, spesso ricco di scene crude, non fu affatto apprezzato dalla critica dell’epoca poiché fu accusato di squadrismo, qualunquismo e giustizialismo.

Tomas Milian interpreta Nico Giraldi in Squadra antiscippo (1976)

Esisteva anche una versione grottesca (in genere interpretata da un personaggio con gli stessi cliché), dove il protagonista appariva al pubblico dapprima come un antieroe, anticonformista dall'abbigliamento e linguaggio colorito ma che (con modi goliardici e maniere poco ortodosse) si rivelava in seguito brillante e capace di risolvere il caso per far sì che la legge vinca sulla delinquenza.
Tomas Milian (che spaziò tra la perfidia del Gobbo alle fattezze di Er Monnezza ed a Nico Giraldi) è stato sicuramente l’attore più poliedrico del filone poliziottesco, in quanto è stato interprete di numerosi ruoli e personaggi e sia come rappresentante della legge che malvivente. Buona parte del culto dedicato a questo genere è rivolto ai suoi personaggi.
Senza dimenticare: Luc Merenda, Henry Silva, John Saxon, Antonio Sabàto, Mario Adorf e i caratteristi come Bombolo, Enzo Cannavale e Margherita Fumero.

##### Il fenomeno Pierino

Alvaro Vitali e Michela Miti in una pausa sul set di Pierino colpisce ancora (1982)

Nei primi anni ottanta emerse un nuovo personaggio che, pur rispecchiato nel volto di una comparsa già nota, riprendeva il protagonista di molte barzellette raccontate dagli italiani anche anni dopo ed ispirate al personaggio del fumetto di Antonio Rubino. Fu con Alvaro Vitali che Pierino ebbe un volto che giunse sul grande schermo e che diede il via ad una trilogia di successo che si aggiunse ai già numerosi film dell'ancora fiorente genere della commedia sexy all'italiana.
L'attore quarant'anni dopo ribadì che i suoi film erano considerati di serie B ed aggiunse che però riempivano i cinema. A questa trilogia va aggiunto un quarto film (sempre con Vitali) Pierino torna a scuola (1990).
Degno di nota è anche il film Paulo Roberto Cotechiño centravanti di sfondamento, dove Vitali era affiancato da Carmen Russo.

##### Il fenomeno dei cloni
Esiste una "sotto serie B" dei film di serie B che contiene i film ispirati a film di successo dei quali ne ripercorrono le trame oppure ne imitano i protagonisti.
Alcuni esempi sono i film di Pierino in cui il protagonista non è Alvaro Vitali ed i film di Simone e Matteo che ripropongono i personaggi del "grosso" e del "bello" dei più noti Bud Spencer e Terence Hill.
Film di Pierino: Pierino il fichissimo del 1981, Pierino la peste alla riscossa! del 1982, Quella peste di Pierina del 1982, Che casino... con Pierino! del 1982 e Pierino aiutante messo comunale... praticamente spione sempre del 1982.
Film dei cloni del "grosso" e del "bello": Carambola (1974), Carambola, filotto... tutti in buca (1975), Simone e Matteo - Un gioco da ragazzi (1975), Noi non siamo angeli (1975), Il vangelo secondo Simone e Matteo (1976).

##### Altri generi definiti di serie B
- Cinema italiano di fantascienza
- Cinema dell'orrore in Italia
- Cinema italiano di spionaggio

#### I protagonisti
Un noto regista di film di serie B è Tanio Boccia, accostato da certi a Ed Wood e definito il "peggior regista italiano". Altri fra i più conosciuti registi di film di serie B furono Nando Cicero, Sergio Martino, Angelo Pannacciò e Alfonso Brescia. Tra gli attori celebri dei B-Movie italiani vanno ricordate vere e proprie star agli occhi degli appassionati del genere, personaggi come Tomas Milian, Bombolo, Jimmy il Fenomeno, Lando Buzzanca, Lino Banfi, Alvaro Vitali, Renzo Montagnani, Mario Carotenuto, Ennio Antonelli ed attrici come Barbara Bouchet, Gloria Guida, Nadia Cassini, Edwige Fenech, Anna Maria Rizzoli, Carmen Villani, Lilli Carati, Femi Benussi e Orchidea De Santis.

#### La riscoperta
Nei primi anni del 2000 molti tra questi B-movie sono tornati alla ribalta, per motivi non soltanto cinematografici ma più per l'importanza sul piano del costume nazionale poiché vengono identificati generalmente con la commedia erotica all'italiana o commedia sexy; vengono sovente definiti trash o cult, o in un altro caso stracult, come dichiara l'omonimo titolo di un dizionario di B-Movie e il programma televisivo Stracult a loro dedicati, curati dallo storico del cinema Marco Giusti.
Durante la 61ª Mostra internazionale d'arte cinematografica di Venezia (2004) è stata presentata una selezione di film di serie B italiani, chiamata Italian Kings of the Bs / Storia segreta del cinema italiano 1949-1976, patrocinata da Quentin Tarantino, che ha avuto una sezione dedicata e ha riscosso un grande successo di pubblico e critica.